# WWE Hell in a Cell (2020)
WWE Hell in a Cell 2020 war eine Wrestling-Veranstaltung der WWE, die als Pay-per-View auf dem WWE Network ausgestrahlt wurde. Sie fand am 25. Oktober 2020 im Amway Center in Orlando, Florida, Vereinigte Staaten statt. Es war die 12. Austragung des Hell in a Cell seit 2009. Die Veranstaltung fand zum zweiten Mal nach 2013 in Florida statt.

## Hintergrund
Im Vorfeld der Veranstaltung wurden sechs Matches angesetzt, davon eines für die Pre-Show. Diese resultierten aus den Storylines, die in den Wochen vor dem Pay-Per-View bei Raw und SmackDown, den wöchentlichen Shows der WWE gezeigt wurden. Ein weiteres Match wurde im Laufe der Show bekannt gegeben. Hierbei handelte es sich um ein Match, um die WWE United States Championship zwischen dem Champion Bobby Lashley und dem Mitglied von Retribution Slapjack.

## Ergebnisse
| Matchart                                                      |                   |      |                   | Zeit  |
| ------------------------------------------------------------- | ----------------- | ---- | ----------------- | ----- |
| Singles-Match um die WWE 24/7 Championship (Pre-Show-Match)   | R-Truth (C)       | bes. | Drew Gulak        | 5:24  |
| Hell in a Cell I Quit Match um die WWE Universal Championship | Roman Reigns (C)  | bes. | Jey Uso           | 29:07 |
| Singles-Match                                                 | Elias             | bes. | Jeff Hardy        | 7:48  |
| Singles-Match um den Money in the Bank Contract               | The Miz           | bes. | Otis (C)          | 7:28  |
| Hell in a Cell Match um die SmackDown Women’s Championship    | Sasha Banks       | bes. | Bayley (C)        | 26:29 |
| Singles-Match um die WWE United States Championship           | Bobby Lashley (C) | bes. | Slapjack          | 3:51  |
| Hell in a Cell Match um die WWE Championship                  | Randy Orton       | bes. | Drew McIntyre (C) | 30:33 |

## Besonderheiten
- Aufgrund der Corona-Pandemie wurde der Pay-Per-View im WWE ThunderDome ausgestrahlt. Es waren nur virtuelle Zuschauer anwesend.
- Dies war das erste Mal, dass der Money in the Bank Koffer, bei dem Hell in a Cell Pay-Per-View verteidigt worden ist und zugleich gewechselt hat.